# Torneig d'escacs de Ķemeri de 1937
El torneig de Ķemeri de 1937 fou un torneig d'escacs que es va celebrar a la ciutat balneari de Ķemeri, Letònia, al Golf de Riga entre el 16 de juny i el 8 de juliol de 1937. Hi va haver tres guanyadors ex aequo: Samuel Reshevsky, Salo Flohr i Vladimirs Petrovs. Petrovs era un dels millors jugadors del món a les darreries dels 1930 (per exemple, tingué una actuació destacada a la 8a olimpíada a Buenos Aires 1939), però a causa de la tragèdia política que va assolar els estats Bàltics durant la II Guerra Mundial, va esdevenir una víctima de la repressió soviètica i va morir al gulag de Kotlas (a Rússia) el 1943.
La classificació final i el quadre de creuaments del torneig és el següent:
| #  | Jugador                         | 01 | 02 | 03 | 04 | 05 | 06 | 07 | 08 | 09 | 10 | 11 | 12 | 13 | 14 | 15 | 16 | 17 | 18 | Total | Lloc  |
| -- | ------------------------------- | -- | -- | -- | -- | -- | -- | -- | -- | -- | -- | -- | -- | -- | -- | -- | -- | -- | -- | ----- | ----- |
| 01 | Samuel Reshevsky (Estats Units) | x  | 1  | ½  | 0  | 1  | 1  | ½  | 1  | ½  | 1  | 0  | 0  | 1  | ½  | 1  | 1  | 1  | 1  | 12    | 1-3   |
| 02 | Vladimirs Petrovs (Letònia)     | 0  | x  | ½  | ½  | ½  | ½  | ½  | 1  | 1  | 0  | 1  | 1  | 1  | 1  | 1  | 1  | 1  | ½  | 12    | 1-3   |
| 03 | Salo Flohr (Txecoslovàquia)     | ½  | ½  | x  | ½  | ½  | ½  | ½  | ½  | ½  | ½  | 1  | 1  | ½  | 1  | 1  | 1  | 1  | 1  | 12    | 1-3   |
| 04 | Aleksandr Alekhin (França)      | 1  | ½  | ½  | x  | ½  | 1  | ½  | 1  | ½  | 0  | ½  | ½  | ½  | ½  | 1  | 1  | 1  | 1  | 11½   | 4-5   |
| 05 | Paul Keres (Estònia)            | 0  | ½  | ½  | ½  | x  | 1  | ½  | ½  | 0  | 1  | 1  | 1  | ½  | 1  | ½  | 1  | 1  | 1  | 11½   | 4-5   |
| 06 | Endre Steiner (Hongria)         | 0  | ½  | ½  | 0  | 0  | x  | 1  | 1  | 0  | 1  | ½  | 1  | 1  | 1  | 1  | 1  | ½  | 1  | 11    | 6     |
| 07 | Saviely Tartakower (Polònia)    | ½  | ½  | ½  | ½  | ½  | 0  | x  | 1  | ½  | 0  | 1  | 1  | 1  | ½  | ½  | 1  | ½  | 1  | 10½   | 7     |
| 08 | Reuben Fine (Estats Units)      | 0  | 0  | ½  | 0  | ½  | 0  | 0  | x  | ½  | ½  | ½  | 1  | 1  | 1  | 1  | ½  | 1  | 1  | 9     | 8     |
| 09 | Gideon Ståhlberg (Suècia)       | ½  | 0  | ½  | ½  | 1  | 1  | ½  | ½  | x  | 0  | 0  | 1  | ½  | ½  | 0  | 1  | ½  | ½  | 8½    | 9     |
| 10 | Vladas Mikėnas (Lituània)       | 0  | 1  | ½  | 1  | 0  | 0  | 1  | ½  | 1  | x  | 0  | 0  | 0  | 0  | 1  | 1  | 0  | 1  | 8     | 10    |
| 11 | Ludwig Rellstab (Alemanya Nazi) | 1  | 0  | 0  | ½  | 0  | ½  | 0  | ½  | 1  | 1  | x  | 0  | ½  | 1  | 0  | 0  | 1  | ½  | 7½    | 11-13 |
| 12 | Eero Böök (Finlàndia)           | 1  | 0  | 0  | ½  | 0  | 0  | 0  | 0  | 0  | 1  | 1  | x  | ½  | 1  | 1  | 0  | 1  | ½  | 7½    | 11-13 |
| 13 | Fricis Apšenieks (Letònia)      | 0  | 0  | ½  | ½  | ½  | 0  | 0  | 0  | ½  | 1  | ½  | ½  | x  | 0  | 1  | 1  | ½  | 1  | 7½    | 11-13 |
| 14 | Teodors Bergs (Letònia)         | ½  | 0  | 0  | ½  | 0  | 0  | ½  | 0  | ½  | 1  | 0  | 0  | 1  | x  | 0  | 1  | 1  | ½  | 6½    | 14    |
| 15 | Movsas Feigins (Letònia)        | 0  | 0  | 0  | 0  | ½  | 0  | ½  | 0  | 1  | 0  | 1  | 0  | 0  | 1  | x  | 0  | ½  | 1  | 5½    | 15-16 |
| 16 | Salo Landau (Països Baixos)     | 0  | 0  | 0  | 0  | 0  | 0  | 0  | ½  | 0  | 0  | 1  | 1  | 0  | 0  | 1  | x  | 1  | 1  | 5½    | 15-16 |
| 17 | Wolfgang Hasenfuss (Letònia)    | 0  | 0  | 0  | 0  | 0  | ½  | ½  | 0  | ½  | 1  | 0  | 0  | ½  | 0  | ½  | 0  | x  | 0  | 3½    | 17-18 |
| 18 | Karlis Ozols (Letònia)          | 0  | ½  | 0  | 0  | 0  | 0  | 0  | 0  | ½  | 0  | ½  | ½  | 0  | ½  | 0  | 0  | 1  | x  | 3½    | 17-18 |